# Stazione di Tamagawajōsui

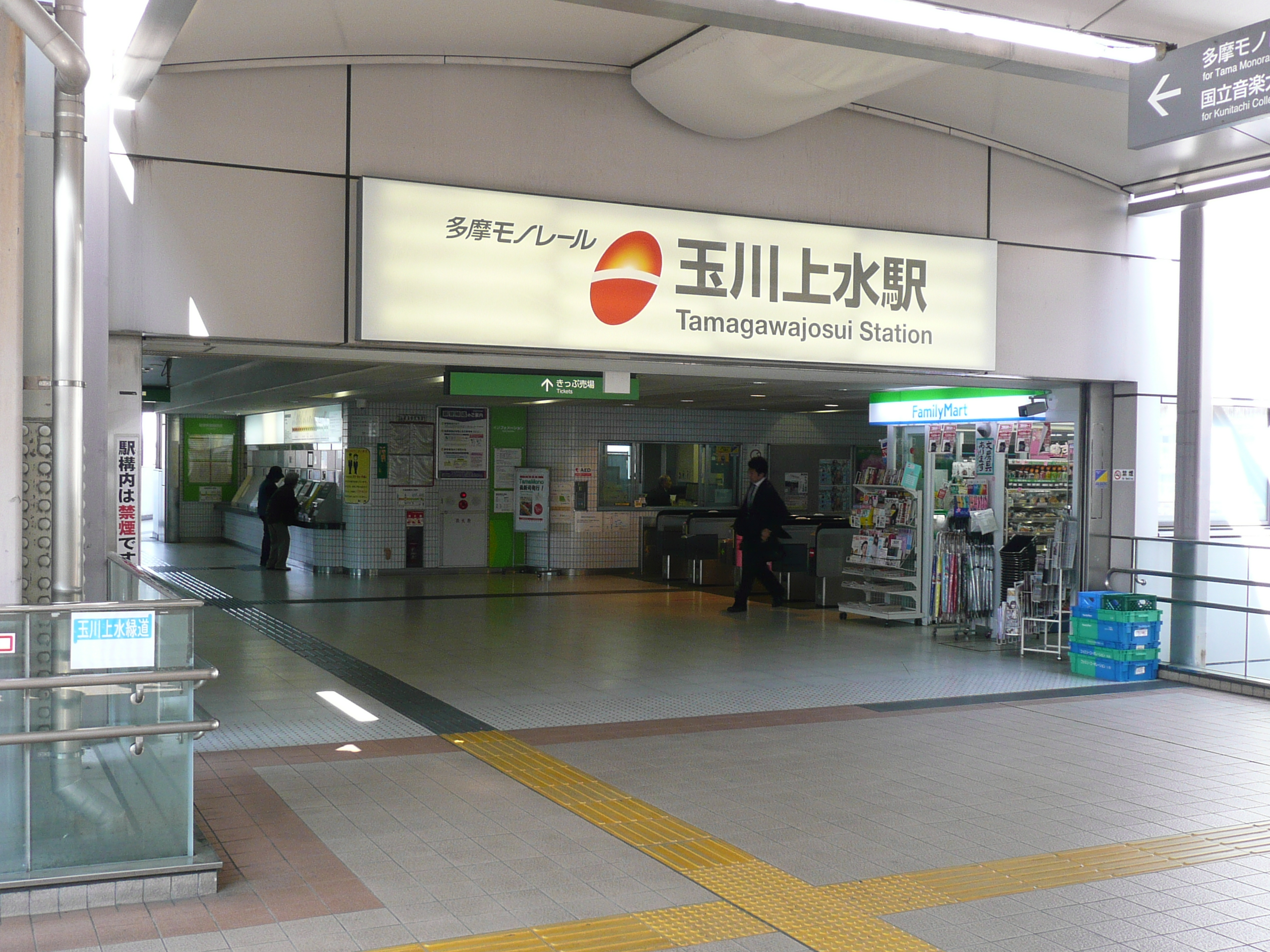
Vista dell'entrata alla stazione della monorotaia

La stazione di Tamagawajōsui (玉川上水駅?, Tamagawajōsui-eki) è una stazione ferroviaria situata nella città di Higashiyamato, nell'area metropolitana di Tokyo, ed è servita dalla linea Seibu Haijima delle Ferrovie Seibu. Offre inoltre l'interscambio con l'omonima stazione della monorotaia Tama Toshi di cui si parla in questa stessa pagina.

## Linee
Ferrovie Seibu
● Linea Seibu Haijima
 Monorotaia Tama Toshi

## Struttura
La linea Haijima passa in direzione est-ovest, mentre la monorotaia in direzione nord-sud, rendendo la conformazione della stazione "a croce", con la monorotaia sovrappassante la ferrovia.
Linea Seibu Haijima
La stazione Seibu si trova in superficie, con due marciapiedi a isola e tre binari passanti. Il binario centrale, a seconda del marciapiede di utilizzo, è numerato come 2 o 3.
| 1   | ● Linea Seibu Haijima | per Haijima                            |
| 2   |                       | sola discesa                           |
| 3-4 | ● Linea Seibu Haijima | per Hagiyama, Kodaira e Seibu-Shinjuku |

Monorotaia Tama Toshi
La stazione è realizzata su viadotto, con due marciapiedi laterali e due binari passanti. 
| 1 | Monorotaia Tama Toshi | per Sakura-Kaidō e Kamikitadai                 |
| 2 | Monorotaia Tama Toshi | per Tachikawa-Kita, Takahatafudō e Tama-Center |

## Stazioni adiacenti
| «                     | Servizio            | »                   |
| Linea Seibu Haijima   | Linea Seibu Haijima | Linea Seibu Haijima |
| --------------------- | ------------------- | ------------------- |
| Higashi-Yamatoshi     | Locale              | Musashi-Sunagawa    |
| Higashi-Yamatoshi     | Semiespresso        | Musashi-Sunagawa    |
| Higashi-Yamatoshi     | Espresso            | Musashi-Sunagawa    |
| Monorotaia Tama Toshi |                     |                     |
| Sakura-Kaidō          | Locale              | Sunagawa-Nanaban    |